# Sigaus piliferus
Sigaus piliferus är en insektsart som beskrevs av Frederick Wollaston Hutton 1897. Sigaus piliferus ingår i släktet Sigaus och familjen gräshoppor. Inga underarter finns listade i Catalogue of Life.